# 나고야 시영 지하철

나고야 시영 지하철 로고

나고야 시영 지하철(일본어: 名古屋市営地下鉄 나고야시에이치카테쓰[*])는 나고야 시 교통국에서 운영하는 지하철이다.

## 노선

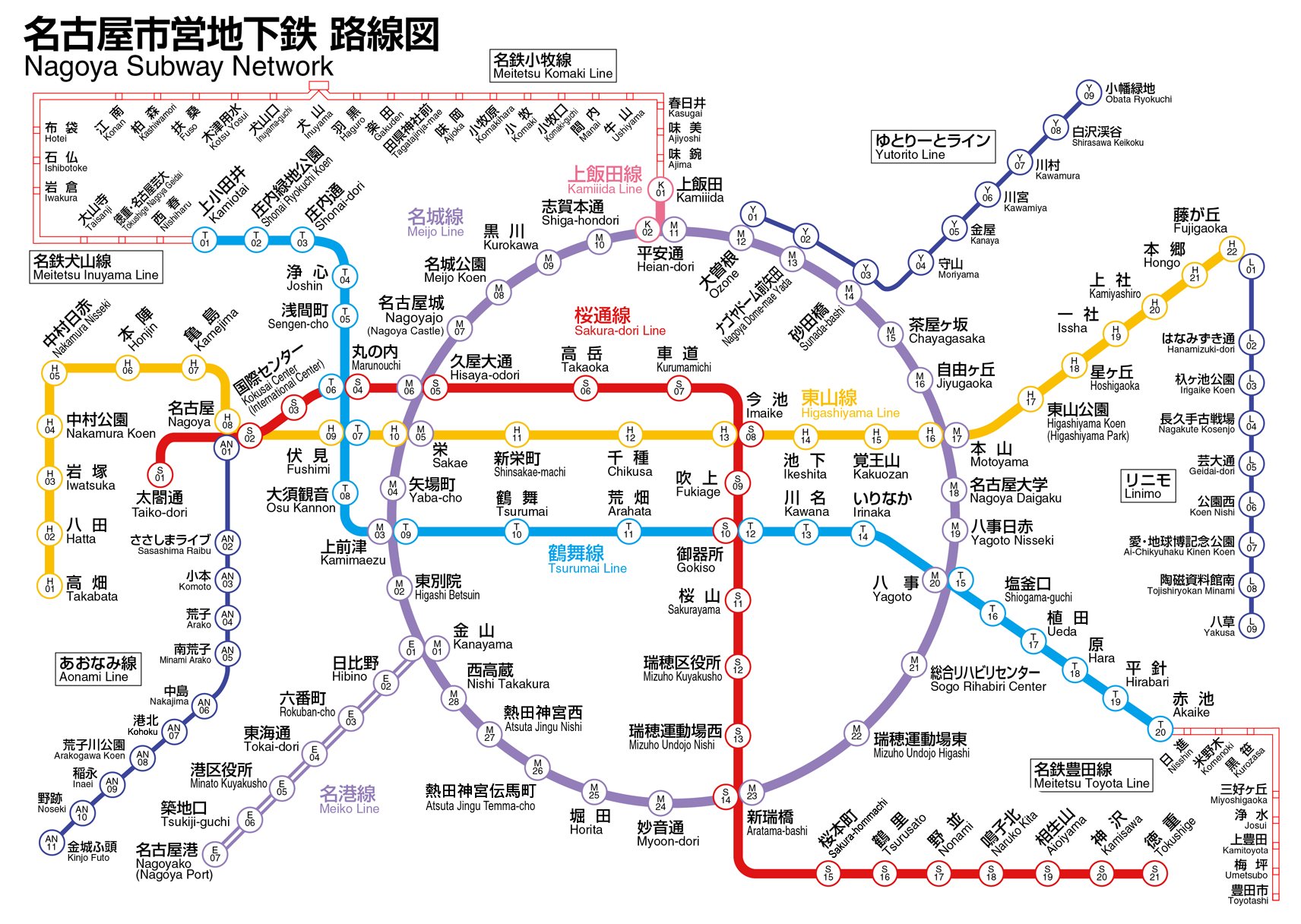
나고야 시영 지하철 노선도

- H 히가시야마 선(1호선)
- M 메이조 선(2호선, 4호선)
- E 메이코 선(2호선)
- T 쓰루마이 선(3호선)
- S 사쿠라도리 선(6호선)
- K 가미이다 선(7호선)

## 같이 보기
- 지하철 목록